# Craugastor rupinius
Espèce
Synonymes
- Eleutherodactylus rupinius Campbell & Savage, 2000

Statut de conservation UICN

 LC  : Préoccupation mineure
Craugastor rupinius est une espèce d'amphibiens de la famille des Craugastoridae.

## Répartition
Cette espèce se rencontre de 400 à 1 760 m d'altitude au Mexique au Chiapas, au Guatemala, au Honduras et au Salvador.

## Publication originale
- Campbell & Savage, 2000 : Taxonomic reconsideration of Middle American frogs of the Eleutherodactylus rugulosus group (Anura: Leptodactylidae): a reconnaissance of subtle nuances among frogs. Herpetological Monographs, vol. 14, p. 186-292.